# Michael Wallace-Hadrill
John Michael Wallace-Hadrill (29 septembre 1916 - 3 novembre 1985) est un universitaire et un historien britannique spécialiste du début de la période mérovingienne.

## Biographie
Wallace-Hadrill est né le 29 septembre 1916 à Bromsgrove, où son père est maître à la Bromsgrove School . Il est professeur d'histoire médiévale à l'Université de Manchester entre 1955 et 1961. Il est ensuite Senior Research Fellow du Merton College de l'Université d'Oxford (où il occupe le poste de sous-directeur) de 1961 à 1974 . Il est professeur Chichele d'histoire moderne à Oxford de 1974 à 1983 et, entre 1974 et 1985, membre du All Souls College d'Oxford.
Il est élu membre de la British Academy en 1969 et prononce les conférences Ford en 1971. Il est vice-président de la Royal Historical Society entre 1973 et 1976. Il est nommé Commandeur de l'Ordre de l'Empire britannique (CBE) en 1982. Il est le père de l'historien romain Andrew Wallace-Hadrill et le frère de l'historien de l'Église, DS Wallace-Hadrill .